# الكبير أوي 7 (مسلسل)
الكبير أوي 7 هو الجزء السابع من سلسلة الكبير أوي و الذي عرض في شهر رمضان عام 1444هـ، من بطولة أحمد مكي ورحمة أحمد فرج ومحمد سلام وبيومي فؤاد وهشام إسماعيل، ومن إخراج أحمد الجندي.

## طاقم التمثيل
| - أحمد مكي: الكبير / جوني / حزلقوم - محمد سلام: هجرس - بيومي فؤاد: دكتور ربيع - هشام إسماعيل: فزاع | - حسين أبو حجاج: أشرف - رحمة أحمد فرج: مربوحة - مصطفى غريب: العترة - حاتم صلاح: نفادي | - عبدالرحمن ظاظا: طبازة - محمد قلبظ: سالم - عبدالرحمن طه: الطفل جوني ابن الكبير |

### ضيوف الشرف
| - لورديانا: زوجة الكبير في الحلم ح1 - خالد جواد: سناء الشقرا ح2 - نور اللبنانية: الدكتورة جميلة ح3 - ح5 - علاء مرسي: عم فخري ح6 - ح8 - محمد أوتاكا: محمود ريجاتا سواق التاكسي ح6 - ح8 - أحمد السقا : بشخصيته الحقيقية ح7 ، ح8 - أيتن عامر : شروق كلنا سوا ح9 - ح 12 - محمد محمود : العترة العجوز ح13 - ح17 - رائدة إبراهيم: نانيس زوجة الدكتور ربيع ح16 - حمزة العيلي: الدكتور شرشابي ح17 | - أمجد عابد: أمير النحاس ح18 -ح22 - أحمد السلكاوي: فاروق سماحة ح18 - ح22 - إبراهيم فايق: بشخصيته الحقيقية ح19 - محمد زيدان: بشخصيته الحقيقية ح20 - محمد بركات: بشخصيته الحقيقية ح20 - سيد معوض: بشخصيته الحقيقية ح20 - محمد ناجي جدو: بشخصيته الحقيقية ح20 - محمد عبد المنصف: بشخصيته الحقيقية ح20 - أحمد فتحي: بعزق ح21، 22 - مصطفى أبو سريع :قطر الحرامي ح21، 22 | - أيمن الكاشف: مذيع المبارة ح21، 22 - سماء إبراهيم: الكبيرة فحت ح23- ح27 - كمال أبو رية: حفني الديب ح25- ح27 - عفاف مصطفى:الحاجة صابحة ح26 - أحمد الجندي: بشخصيته الحقيقية ح28-30 - ياسر الطوبجي: المنتج النقاش ح28-30 - ناني سعد الدين: ام هجرس ح29 - محمد الديب :قريب ام هجرس ح29 - هشام ماجد: بشخصيته الحقيقية ح30 |